# Google Duo
Google Duo（グーグル・デューオ）はGoogle社が開発したビデオ電話アプリケーションで、Android、iOS、その他OSのGoogle Chromeで利用できた。2022年にGoogle Meetに吸収され、消滅した。

## 歴史
Google Duoは2016年5月18日、Google I/O開発者向け会議でインスタントメッセンジャー・アプリケーションのGoogle Alloとともに発表された。同年8月16日に正式に米国で発売され、数日後に全世界に拡大した。Duoは発売から2日後に、Google Play無料アプリリストのトップに躍り出た。2017年4月のソフト更新で、音声のみの通話もできるようになった。2022年に機能の重複するGoogle Meetに吸収され、消滅した。

## 機能
このアプリケーションには次の機能があった：
- 720p高精細ビデオ
- 低速のモバイルネットワーク用に最適化されている。このアプリケーションは、最適化されたWebRTC標準を使用し、QUICプロトコルを使用してデータを送受信する。また、ネットワーク品質を常に監視し、ネットワークが良好でない場合にはビデオ品質を自動的に低下させて、スムーズな交信を可能とする。
- 「ノックノック」（扉をコツコツ）：通話に応答する前に相手をリアルタイムでプレビューできるAndroidの専用機能。Googleは、これにより「通話が干渉ではなく招待のようになる」と主張している[6]
- デフォルトでエンドツーエンド暗号化
- Google アシスタントのサポート
- 携帯電話番号を使用して、ユーザーがアドレス帳の人と簡単に話すことができるようにする
- WiFiとモバイルネットワークを自動的に切り替える

競合相手は、FaceTime（iOSとmacOS）、Skype、その他SNSのそうしたサービスであったが、身内のGoogle Meetとも競合しており、最終的にGoogle Meetに吸収統合された。

## 参照項目
- Google ハングアウト